# Anberlin
Anberlin — американская группа, основанная в 2002 году и исполняющая музыку преимущественно в стиле альтернативный рок. Группа с начала 2007 состоит из вокалиста Стивена Кристиана, басиста Деона Рексроута, соло-гитариста Джозефа Миллигана, барабанщика Натана Янга и ритм-гитариста Кристиана МакАлэни.
В начале 90-х будущие участники группы ранее играли в христианской панк-группе под названием SaGoh 24/7 (что расшифровывается как Servants after God’s own heart), которая успела выпустить два студийных альбома до роспуска, вызванного расхождениями в музыкальных взглядах между её участниками. Anberlin была сформирована в 2002, в тот же год они подписали контракт с полунезависимой студией Tooth & Nail Records и выпустили свой дебютный альбом Blueprints for the Black Market. В 2005 группа выпустила свой второй альбом, который был назван Never Take Friendship Personal, проданный в количестве 150 тысяч копий. В 2007 году вышел третий альбом Cities, который достиг 19 строчки в чарте Billboard 200, с продажами в количестве более 34,000 тысяч копий. В 2007 группа подписывает контракт с мейджор-лейблом Universal, и спустя год выходит альбом New Surrender, который достиг 13 строчки в чарте Billboard 200. Сингл с альбома под названием Feel Good Drag смог продержаться на первом месте 29 недель в чарте альтернативных песен. На 2014 год альбомы группы продались уже более чем 1,000,000 копий. Шестой альбом Vital был выпущен 16 октября 2012 года, с лейбла Big3, а также год спустя вышел Devotion - переиздание Vital с бонус-треками. 
16 января 2014 года группа заявила, что они прекратят деятельность, после выпуска нового, седьмого альбома Lowborn и туров. Альбом вышел 22 июля 2014 года из под крыла предыдущего лейбла Tooth & Nail Records. После концертов в конце 2018 года группа воссоединилась, чтобы отправиться в турне до 2019 года. 
В мае 2020 года Кристиан упомянул, что проект работает над новым материалом. В августе 2024 года спустя десять лет после выхода последнего альбома, в свет вышел восьмой альбом "Vega".

## История

### Ранний период (1998-2001)
Ранее существовала панк-рок группа SaGoh 24/7, и основана она была когда в старших классах лид-вокалист Стивен Кристиан встретил басиста Деона Рексрота. К ним присоединились барабанщик Шон Хатсон и гитарист Джозеф Миллиган. Коллектив выпустил два альбома на лейбле Rescue Records: Servants After God’s Own Heart в 1999 и Then I Corrupt Youth 2 года спустя. Позже, барабанщик Шон Хатсон покинул группу, а в качестве замены был приглашен Нэтан Янг.
Кристиан, Миллиган и Рексрот приступили к работе над сайд-проектом, тем самым обозначив «начало конца» SaGoh 24/7. По предложению Миллигана звучание сайд-проекта было преобразовано в более тяжёлый звук будущего Anberlin. Они использовали деньги, оставшиеся после выступлений SaGoh, чтобы объединиться с продюсером Мэттом Голдмэном и записать пять демо треков. Эти треки были выложены на PureVolume (ранее - mp3.com). Чуть позже, по совету друзей, среди которых были Чед Джонсон и Тимми МакТейк из группы Underoath, Anberlin подписали контракт с лейблом Tooth & Nail Records.

### Blueprints for the Black Market (2002-2004)
Вместе с Голдманом группа записала 5 демо-записей, где 3 были выбраны для перезаписи к альбому, а именно: Readyfuels, Driving (которая позже получила название Autobahn) и Foreign Language. 
Прослушав демо-записи группы Acceptance, группа решила записать свой дебютный альбом с тем же продюсером, Аароном Спринклом. Всего через год после образования группы, дебютный альбом получил название Blueprints for the Black Market, и вышел 6 мая 2003 года. В чарты релиз не попал, хотя в дальнейшем разошелся тиражом в более чем 60 000 экземпляров.
Ритм-гитарист Джои Брюси в конце концов был уволен из группы. По словам Кристиана, он был "полностью поглощен сексом и наркотиками" и двигался в другом направлении, в отличие от других участников группы. После нескольких неудачных замен, новым ритм-гитаристом стал Натан Стрейер из The Mosaic.

### Never Take Friendship Personal (2005)
Спустя менее чем 2 года, 11 февраля 2005 года выходит альбом Never Take Friendship с новым гитаристом. Группа вновь записала альбом с Аароном. На этот раз альбом попал в чарт Billboard 200, заняв там 144 строчку. Благодаря этому релизу группа стала более популярна. Также пластинка была принята более благосклонно, чем предыдущий BftBM. Перед его выпуском группа продвигала альбом, выпуская по треку в неделю на своих аккаунтах в PureVolume и MySpace, а также на своем собственном сайте. С альбома были выпущены два сингла, A Day Late и Paperthin Hymn. Оба были достаточно успешны на альтернативном рок-радио, причем последний достиг 38-й позиции в чарте Hot Modern Rock Tracks.

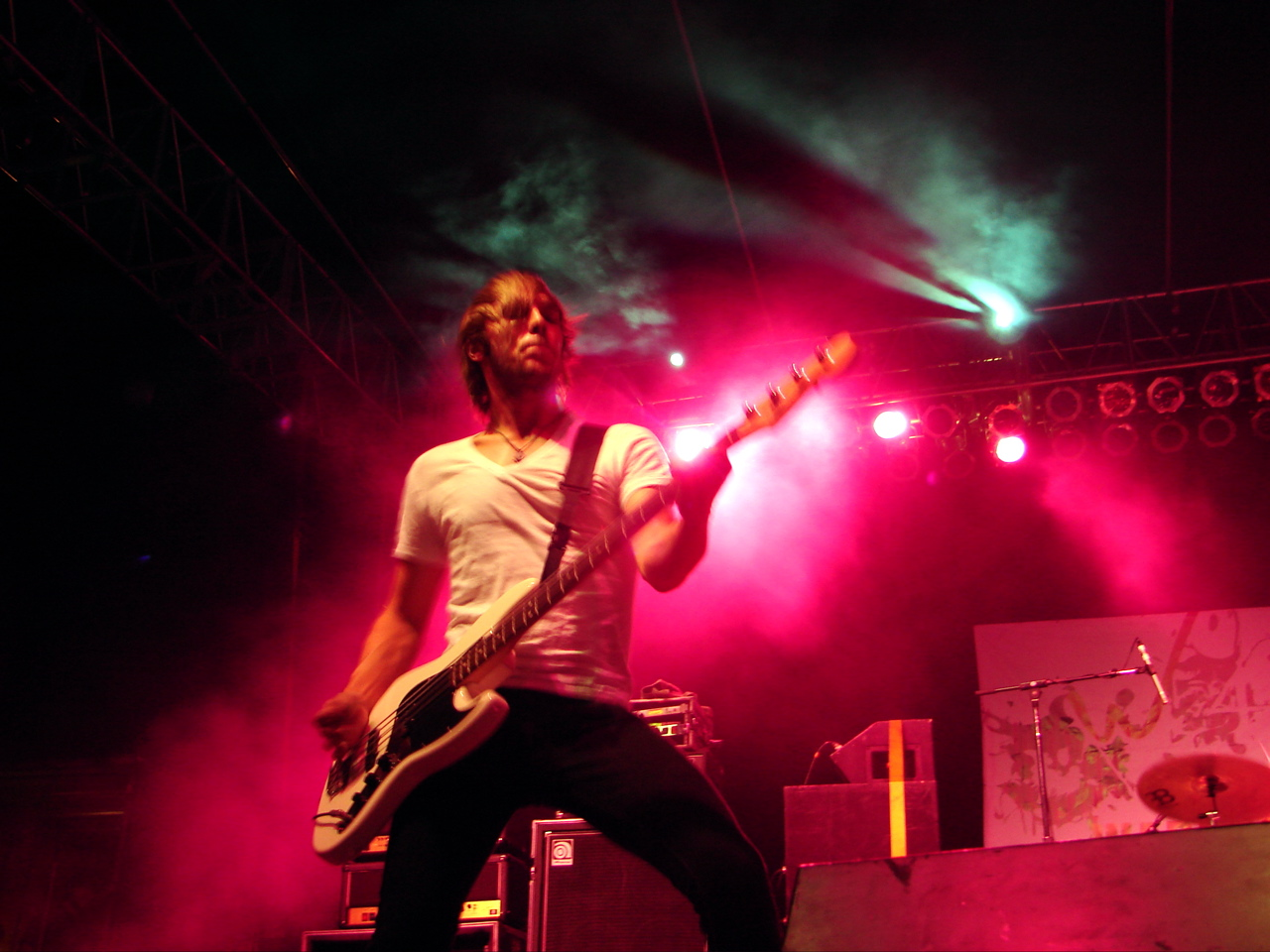
Выступление в 2007 году

За это время группа приняла участие в ряде сборников, записав каверы на песни Боба Дилана Like a Rolling Stone, Depeche Mode Enjoy the Silence, и Christmas (Baby Please Come Home).

### Cities и Lost Songs (2006-2007)
Третий студийный альбом Cities, записанный снова с Аароном, вышел в конце февраля 2007 года. За первую неделю выпуска было продано 34,000 копий, альбом дебютировал на 19-й строчке чарта Billboard 200 и, как и их предыдущий альбом, получил довольно положительные отзывы критиков. До выхода альбома группа выпустила Godspeed EP в iTunes. Прямо перед релизом группу покинул Натан Стрейер, вместо которого пришел Кристиан МакАлэни. В поддержку пластинки группа выступала вместе с Bayside, Meg & Dia и Jonezetta. 
В интервью об альбоме Кристиан прокомментировал, что тексты песен во всей дискографии группы постепенно становятся более взрослыми. «Первый альбом был детским в том плане, что это о "человеке против всего мира". Второй релиз был как "человек против человека" Последний более взрослые в том смысле, что это о "человеке против самого себя"». Cities также описывался как самый ожидаемый релиз 2007 года по версии сайта Jesus Freak Hideout.
В августе группа подписала контракт с лейблом Universal.
В конце ноября того же года выходит сборник Lost Songs, в котором содержатся би-сайды с альбомов, каверы, демо-записи и акустические версии песен.

### New Surrender (2008-2009)
Группа начала запись альбома в начале 2008 года, практически сразу после подписания контракта с новым лейблом. Первая песня, которую можно было услышать —  была Bittersweet Memory, которую группа исполняла на концертах. Сейчас эта песня называется Breaking. Следующая стала Disappear, которую группа выложила на свой MySpace профиль 11 июля. Первым синглом стала песня Feel Good Drag, выпущенная для начала на радио, а потом уже 26 августа на физических носителях. Эта песня является перезаписанной версией The Feel Good Drag с альбома Never Take Friendship Personal. Различий не так много, но можно подметить измененное интро и отсутствие скрима в проигрыше. 
Группа записывала альбом с продюсером Ниалом Авроном (New Found Glory, Yellowcard, Fall Out Boy) в начале февраля 2008 года. Стивен Кристиан заявил в интервью: "Мы очень рады работать с Нилом. Мы начинаем репетиции новых песен в конце месяца и надеемся передать эту энергию в студию. Я думаю, что наши фанаты будут довольны, когда услышат готовый результат". Кристиан также рассказал о трудностях написания альбома. "Когда вы пытаетесь написать 29 песен лирически, вы обнаруживаете, что постоянно работаете по кругу; Я столько всего пережил за один год, но напрасно я посвятил себя поиску новых направлений в книгах, искусстве и друзьях". Во время процесса записи группа установила веб-камеру в студии, чтобы фанаты могли наблюдать за записью альбома через профиль группы на MySpace. New Surrender занял 2-е место в списке 25 самых ожидаемых альбомов Jesus Freak Hideout 2008 года.
Группа выпустила альбом New Surrender 30 сентября 2008 года. Релиз стал первым выпущенным не с Tooth & Nail, и записанным без Аарона Спринкла. В первую неделю альбом продался в количестве более 36,000 тысяч копий, заняв 13 строчку в чарте Billboard 200. В поддержку альбома группа отправилась в осенний тур по США в качестве хедлайнеров вместе с Scary Kids Scaring Kids, Straylight Run и There For Tomorrow. Кайл Флинн, ранее участник группы Acceptance, присоединился к группе во время тура, исполняя клавиши, лупы, акустическую гитару и бэк-вокал. Затем группа отправилась в Великобританию, где они поддержали Elliot Minor и отыграли несколько концертов в качестве хедлайнеров с Furthest Drive Home и Data.Select.Party.

### Dark Is The Way, Light Is a Place (2010-2011)
В начале 2010 года, группа отправилась в Blackbird Studios в Нэшвилле, чтобы начать запись альбома. Позже было объявлено, что группа будет работать с продюсером Бренданом О'Брайеном. Весной группа завершила запись, а позже началось сведение. В интервью MyMag в апреле 2010 года Кристиан заявил, что дата выхода альбома "выглядит как конец июля или начало августа" 2010 года. Однако, позднее было объявлено, что альбом выйдет в сентябре 2010 года. 
В июле выходит сингл с клипом с предстоящего альбома — Impossible. 7 сентября альбом вышел. 

### Vital (2012-2013)
В интервью журнала Common Revolt Стивен Кристиан заявил, что группа начала работу над своим новым альбомом. Было написано несколько песен, в том числе одна с рабочим названием "Control" (позже переименованная в Orpheum) и песня, написанная под влиянием событий в Египте (позже было подтверждено, что это "Somebody Anyone").
В феврале 2012 года группа объявила через Facebook и электронную почту, что они вернутся к Aaron Sprinkle для записи своего нового альбома. В недавнем интервью, Стивен Кристиан объявил, что их новый альбом готов. 31 июля группа объявила на своем официальном сайте, что Vital выйдет 16 октября.
Вступительный трек нового альбома, "Self-Starter", транслировался на Billboard.com для бесплатного прослушивания 17 августа.
Журнал Infectious 26 октября 2012 года сообщил, что группа уже "добилась большого прогресса в написании следующего альбома".
15 октября 2013 года было выпущено переиздание Vital - Devotion. В альбоме содержатся ремиксы песен, а также некоторые неизданные песни. 

### Возвращение к Tooth & Nail, Lowborn, и распад (2014)
16 января 2014 года группа опубликовала видео, в котором группа подтвердила, что этот год будет их последним, и что они выпустят свой седьмой и последний студийный альбом в середине 2014 года на своем старом лейбле Tooth & Nail Records. Группа также заявила, что проведут свой последний тур в этом году, чтобы отпраздновать то, чем стала группа. 6 мая 2014 года показали название будущей пластинки "Lowborn", а также обложку альбома. Группа отыграла свое последнее шоу 26 ноября 2014 года в House of Blues в Орландо, штат Флорида.
15 декабря 2017 года было объявлено, что бывший ритм-гитарист группы Натан Стрейер скончался. Ему было 34 года.

### Возвращение (2019-2022)
18 октября 2018 года группа объявила, что они воссоединятся для одного концерта 14 декабря в Yuengling Center в Тампе, штат Флорида, в рамках тура Underoath Erase Me Tour.
В марте 2019 года было объявлено, что группа выступит с концертами по всей Австралии в мае 2019 года. В апреле 2019 года группа объявила о 22-дневном турне по США. Янг заявил, что у группы нет планов на полноценное возвращение после реюнион-концертов. Однако в мае 2020 года Кристиан сообщил, что они изменили курс и находятся в процессе записи новой музыки.
4 сентября 2021 года вышла новая песня, названная Two Graves, на их YouTube канале.
Летом 2022 года группа выпускает EP под названием Silver Lines. В это же время вышли клипы на песни Circles и ранее вышедшую Two Graves.

### Vega (2024 - н.в.)
2 августа 2024 года, спустя десять лет после выхода последнего альбома, в свет выходит восьмой студийный альбом "Vega". Альбом содержит 12 композиций. В записи двух песен принял участие вокалист металкор-группы Memphis May Fire Мэтти Маллинс (Matty Mullins).

## Состав

### Нынешний состав
- Стивен Кристиан — вокал, клавишные (2002 - 2014, 2018, 2019 - н .в.)
- Джозеф Миллиган — лид-гитара, бэк-вокал (2002 - 2014, 2018, 2019 - н .в.)
- Деон Рукстроут — бас-гитара (2002 - 2014, 2018, 2019 - н .в.)
- Натан Янг — барабаны, перкуссия (2002 - 2014, 2018, 2019 - н .в.)
- Кристиан МакАлэни — ритм-гитара (2007 - 2014, 2018, 2019 - н .в.)

### Бывшие Участники
- Джои Брюси — ритм-гитара (2002-2004)
- Натан Стрейер — ритм-гитара (2004-2007, умер в 2017)

## Студийные альбомы
- 2003: Blueprints for the Black Market
- 2005: Never Take Friendship Personal
- 2007: Cities
- 2007: Lost Songs
- 2008: New Surrender
- 2010: Dark Is the Way, Light Is a Place
- 2012: Vital
- 2013: Devotion
- 2014: Lowborn
- 2024: Vega

### Официальные сайты
- http://www.anberlin.com